# Roger Humphries
Roger Humphries (Pittsburgh, 30 januari 1944) is een Amerikaanse jazzdrummer en muziekpedagoog.

## Biografie
Roger Humphries werd geboren als jongste van tien kinderen in een muzikale familie. Vanwege zijn bijzondere talent werd hij al vroeg onderwezen in het drumspel. Op 4-jarige leeftijd trad hij op met professionele muzikanten, de Mary J. Coley Band en bij amateur-evenementen en hij won veel prijzen. Kort daarna speelde hij met een bigband van Tab Smith, waarin zijn oom Frank Humphries speelde. Na zijn verdere opleiding begon hij op 14-jarige leeftijd te werken als professioneel muzikant. Op 16-jarige leeftijd leidde hij zijn eigen band voor een concert in de Carnegie Hall. Kort na afsluiting van zijn schoolopleiding haalde Stanley Turrentine hem in zijn trio met Shirley Scott. In augustus 1962 begon Humphries aan zijn eerste grote tournee en speelde hij in dit trio, dat hij erg roemde voor zijn flair en samenspel. Door critici geprezen, speelde hij verder met andere muzikanten, waaronder James Moody.
In 1964 werd hij door verschillende muzikanten aanbevolen bij Horace Silver en werd hij door deze in diens band opgenomen. Hij toerde met Silver twee keer door Europa en speelde ook tijdens het Monterey Jazz Festival. 
Daarna werkte hij met Ray Charles. Dit was voor hem de eerste mogelijkheid om als opgeleide drummer met een bigband te spelen. Hij ging met hem op een Europese tournee en in de Verenigde Staten, onder andere in de Coconut Groove Club in Los Angeles en tijdens het Newport Jazz Festival. Daarna trad Humphries op in New York met verschillende bands in de Carnegie Hall, in de Village Gate en het Apollo Theater, maar speelde hij ook in de clubs van andere steden als Seattle, Philadelphia en Londen en tijdens de Jazz Workshop in Boston. Daarbij kon Humphries samenwerken met veel getalenteerde muzikanten als Lee Morgan, Grant Green, Billy Taylor, Lionel Hampton, Coleman Hawkins, Clark Terry, J.J. Johnson, Billy Preston, Joe Henderson, Dizzy Gillespie, Jack McDuff, Jon Faddis, Johnny Griffin en Randy Brecker.
Sinds 1969 werkte hij vanuit Pittsburgh. Daar trad hij behalve met veel plaatselijke muzikanten op met Nathan Davis, Frank Cunimondo, Pete Henderson en Dwayne Dolphin. In 1972 formeerde hij zijn eigen band R H Factor, waarmee drie albums ontstonden. In 1980 toerde hij nog een keer door Europa met de organist Richard 'Groove' Holmes en de tenorsaxofoon Willis Jackson. Tijdens deze opwindende tournee door Frankrijk, Spanje en Nederland namen ze ook een album op.
In 1996 formeerde hij een bigband, waarmee hij begin 2008 optrad in Pittsburgh. Van 1980 tot 2010 werkte hij educatief in Pittsburgh in de daar zijnde High School for the Creative and Performing Arts. Hij werd ook gehaald door de University of Pittsburgh. Hij nam deel aan een reeks praktische opleidingsaanbiedingen, b.v. bij de Slippery Rock University Summer Jazz workshop en de Mellon Jazz Masters Class and Concerts. Ten slotte beïnvloedde hij door zijn voorbeeld vele jazzdrummers.

## Discografie
- 1964: Horace Silver – Song for My Father, (Blue Note Records, 1964) op enkele nummers speelt echter Roy Brooks b.v. Calcutta Cutie.
- 1964: Horace Silver – The Cape Verdean Blues, (Blue Note Records)
- 1965: Carmell Jones – Jay Hawk Talk, (Prestige Records)
- 1972: Nathan Davis – Makatuka, (Segue)
- 1991: Roger Humphries and RH Factor – This 'N That, (Corona)
- 1995: Dwayne Dolphin – Portrait of Adrian, (minor music)
- ????: Roger Humphries – Don't Give Up
- 2011: Roger Humphries and the RH Factor Keep the Faith (Corona)

- Bibliothèque nationale de France: cb14001455b (data)
- Gemeinsame Normdatei: 13512431X
- International Standard Name Identifier: 0000 0000 5549 4301
- Library of Congress Control Number: no91018694
- MusicBrainz: 843fdb9f-44e6-4e25-9bfc-82a7aa75da96
- Nationale Bibliotheek van Israël: 987007325945005171
- Istituto Centrale per il Catalogo Unico: DDSV100134
- Virtual International Authority File: 2031524
- WorldCat: E39PBJtmw7wDfWGgBtH6f9rjG3